# Fernando Juan Suárez de Miguel
Fernando Juan Suárez de Miguel (Cádiz, 26 de abril de 1972) es un novelista e historiador español. 
Especializado en historia militar ha sido columnista de la revista digital Suma21.com y lo es de la también revista digital "La Toldilla". Asimismo ha publicado artículos en el Diario de Cádiz y en la Revista de Historia Naval. También colaboró con varios artículos en los que se metía en la piel de un oficial inglés para la revista digital todoababor.com (bicentenario de la batalla de Trafalgar).
Premiado en la séptima edición del Certamen Fernando Quiñones en la modalidad de relato corto.
En abril de 2009, Ediciones Atlantis ha publicado su primera novela Saturno-Ventura (ISBN: 978-84-92594-33-7).